# کوچک‌قارچ‌سانان
کوچک‌قارچ‌سانان یا بائومیستال‌ها (Baeomycetales) راسته‌ای از قارچ‌های گلسنگ‌ساز در زیررده قارچ‌های خاردار (Ostropomycetidae) و رده قارچ‌های لبه‌دار (Lecanoromycetes) هستند. این راسته شامل ۸ خانواده، ۳۳ سرده و حدود ۱۷۰ گونه است.
در پی تحقیقات تبارزایی مولکولی که در اواخر دهه ۲۰۱۰ منتشر شد، چندین راسته دیگر در راسته کوچک‌قارچ‌سانان ادغام شدند، که منجر به افزایش قابل توجهی در تعداد آرایه‌های این راسته شد.
واژه "Baeomycetales" از ترکیب دو ریشه یونانی گرفته شده‌است:
- Baeo-: به معنای «کوچک» یا «اندک». این احتمالاً به اندازه کوچک اندام باردهی (اپوتسیا) در بسیاری از گونه‌های این راسته اشاره دارد.
- Myces-: به معنای «قارچ». این ریشه در نامگذاری قارچ‌ها رایج است.

## آرایه‌شناسی
خانواده کوچک‌قارچان (Baeomycetaceae) در اصل توسط بارتلمی چارلز جوزف دومورتیه در سال ۱۸۲۹ (با املای Baeomyceae) پیشنهاد شد. وی دو سرده بائومیسس (Baeomyces) و کالیسیوم (Calicium) را شامل این خانواده کرد. ابتدا کوچک‌قارچان در راسته Lecanorales طبقه‌بندی شد، و گمان می‌رفت که Baeomycetaceae و Cladoniaceae (خانواده شاخ‌شاخی‌ها) ارتباط نزدیکی با هم داشته باشند و منشأ تبارزایی از خانواده Lecideaceae (لسیتئاسه) داشته باشند. این خانواده بر اساس ساختار کیسه آسک (ascus) خود به راسته Helotiales منتقل شد که ساختاری مشابه گونه‌های سرده لئوتیا (Leotia) دارد. با این حال، Helotiales عمدتاً از قارچ‌های غیر گلسنگی تشکیل شده‌است. اولین مطالعات DNA که بر روی گونه‌های بائومیسس انجام شد، هیچ ارتباط تبارزایشی با لئوتیا (Leotia) را نشان نداد. مطالعات بعدی رابطه گروه خواهری بین Baeomyces و راسته Ostropales را نشان دادند و به‌طور غیررسمی، Baeomycetales به عنوان نام مناسب برای این تبار پیشنهاد شد.

## طبقه‌بندی

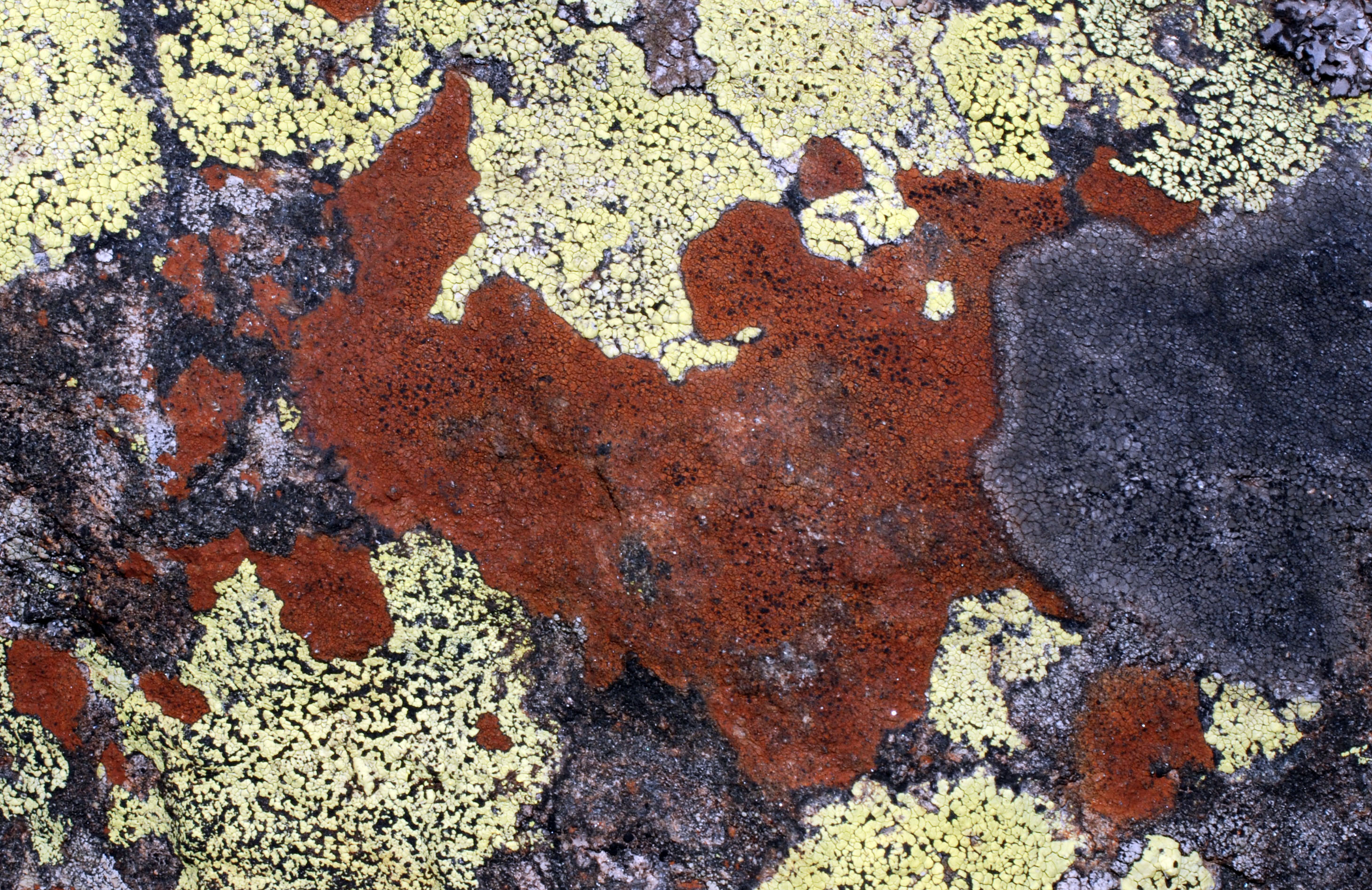
لرزش آتراتا (Hymeneliaceae)

با توجه به بررسی سال ۲۰۲۰ در طبقه‌بندی قارچ‌ها، بائومیستال‌ها شامل ۸ خانواده و ۳۳ جنس هستند. فهرست زیر به خانواده‌ها، مرجع تاکسون آنها و سال انتشار، خلاصه مختصری از برخی ویژگی‌های اصلی خانواده، جنس‌ها در هر خانواده و تعداد تخمینی گونه‌ها در هر جنس اشاره می‌کند.
Arctomyaceae Th.Fr. (1861)
ریسه (تالوس) کراستوز یا فروتیکوز، ژلاتینه شده و با ریزوئیدها. توزیع قطبی و زیرقطبی، معمولاً با خزه‌تباران همراه است. شریک Photobiont سیانوباکتری است،  از جنس Nostoc. هیچ مواد شیمیایی ثانویه تولید نمی‌شود. 
- آرکتومی - 14 spp.
- گرگورلا - ۱ ق.
- Steinera - 14 spp. [note 1]
- Wawea - 1 قاشق.

Arthrorhaphidaceae Poelt & Hafellner (1976)
ریسه یا پوسته است، یا در داخل میزبان غوطه‌ور است. به‌طور گسترده در مناطق معتدل و کوهستانی، رشد در خاک، با جلبک سبز شریک photobiont;  برخی از گونه‌ها گلسنگ هستند. مواد شیمیایی ثانویه دپسیدها و مشتقات اسید پولوینیک هستند. 

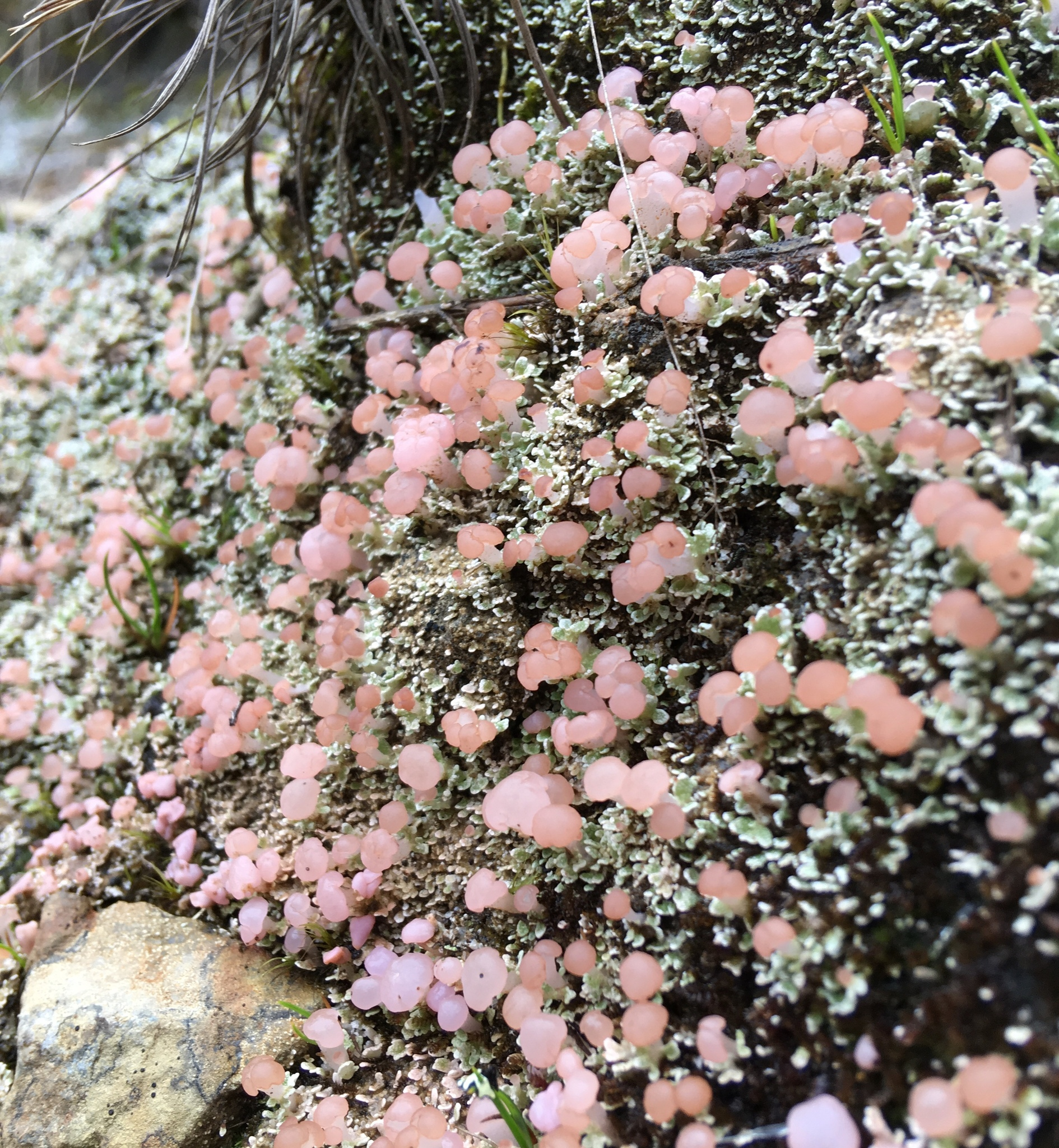
Phyllobaeis imbricata (Baeomycetaceae)

- آرترورافیس - 13 spp.

Baeomycetaceae Dumort. (1829)
تالوس crustose یا squamulose، آپوتسیا یا بی‌صدا یا گاهی بر روی نوک‌های صورتی یا قهوه‌ای که امتداد ویژه تالوس هستند که لیکنیزه نشده‌اند. توزیع گسترده با رشد معمولاً روی سنگ یا خاک. 
- Ainoa - 2 spp.
- Anamylopsora - 3 spp.
- Baeomyces - 10 spp.
- پاراینوآ - ۱ ق.
- Phyllobaeis - 6 spp.

Cameroniaceae Kantvilas & Lumbsch (2012)
تالوس کراستوز با فوتوبیونت کلروکوکوییدی و پریتسیوئید، آسکومات غوطه‌ور شده. چهار هاگ در هر آسکوس مواد شیمیایی ثانویه دی بنزوفوران‌ها و تری فنیل‌ها هستند. در تاسمانی معتدل یافت می‌شود، روی سنگ‌ها رشد می‌کند. 
- کامرونیا - 2 spp.

Hymeneliaceae Körb. (1855)
تالوس معمولاً پوسته‌ای است، فاقد ریزوئید، گاهی محو می‌شود. توزیع گسترده با رشد معمولاً روی سنگ‌ها و فوتوبیونت جلبک سبز.  هیچ ماده شیمیایی ثانویه ای تولید نمی‌شود. 
- Hymenelia - 26 spp.
- Ionaspis - 7 spp.
- لرزش - 6 spp.

تالوس crustose، اما گاهی اوقات توسعه ضعیف، یا حتی وجود ندارد. آسکوماتا به شکل میانی بین آپوتزیال و پریثیال، غوطه ور شده، گاهی اوقات آویزان می‌شود، سبز تیره تا سیاه، و با منافذ وسیع باز می‌شود. به‌طور گسترده در مناطق معتدل شمالی پراکنده‌است. برخی از گونه‌ها به صورت ساپروب بر روی پوست رشد می‌کنند، در حالی که برخی دیگر با جلبک‌های سبز گلسنگ، به ندرت گلسنگ می‌شوند.  توزیع زیرجهانی. زیستگاه‌ها شامل سنگ‌ها و خاک اسیدی، بریوفیت‌ها و ریزه‌ها، چوب یا گلسنگ‌های دیگر است. هیچ ماده شیمیایی ثانویه ای تولید نمی‌شود. 

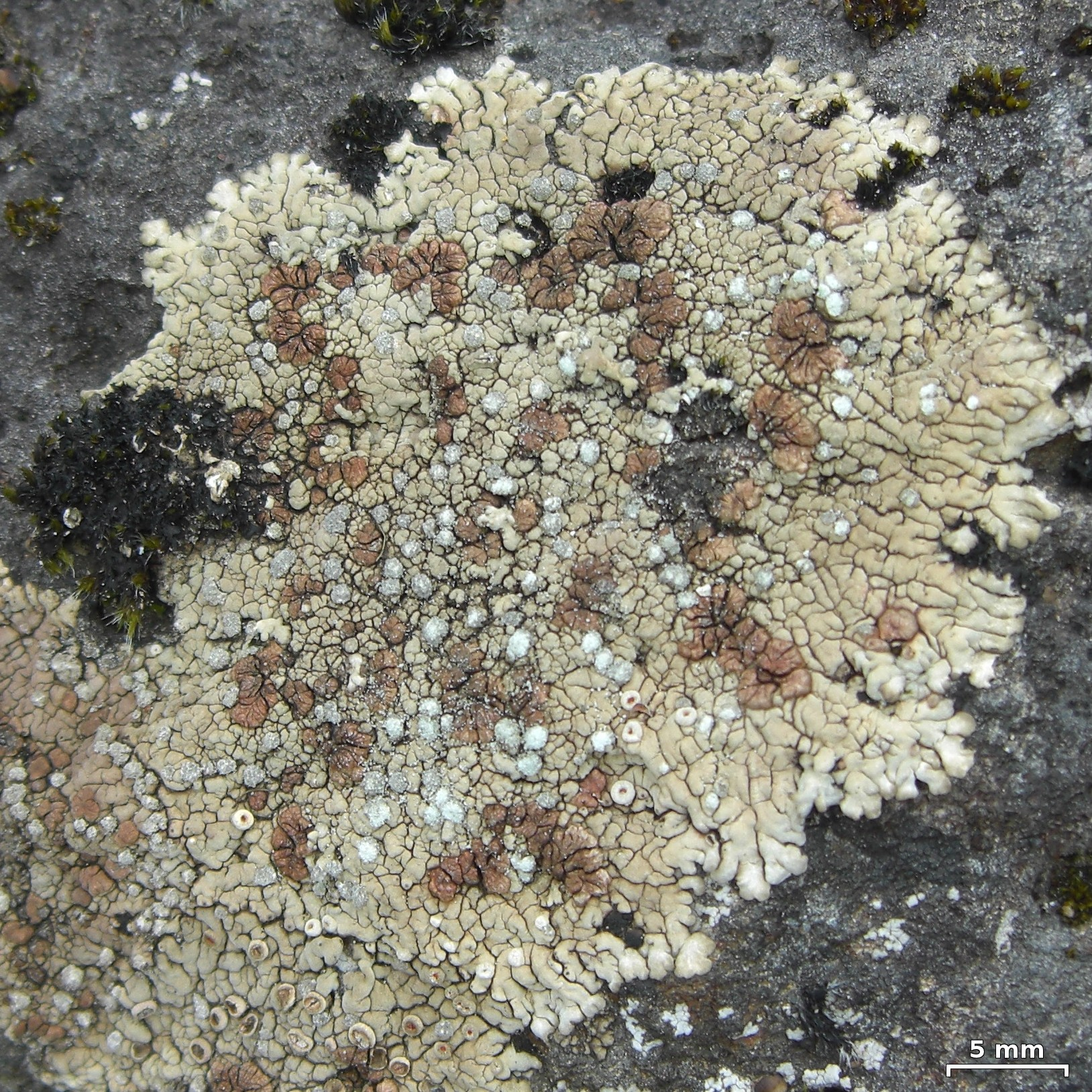
Placopsis lambii (Trapeliaceae)

- Mycowinteria - 3 spp.
- Protothelenella - 11 spp.
- ترومبیوم - 5 spp.

Trapeliaceae M.Choisy ex Hertel (1970)
تالوس crustose به squamulose به شکل. در مجموع، یک توزیع جهانی است، اما بیشتر در مناطق معتدل متمرکز شده‌است. دپسیدها، دپسیدون‌ها و آنتراکینون‌ها به عنوان مواد شیمیایی ثانویه تولید می‌شوند. 
- آمیلورا - ۱ ق.
- آسپیسیلیوپسیس - 1 sp.
- Coppinsia - 1 sp.
- دوکاتینا - ۱ ق.
- Lignoscripta - 1 sp.
- Orceolina - 2 spp.
- Placopsis - حدود 60 spp.
- Placynthiella - 7 spp.
- ریمولاریا - 4 spp.
- Sarea - 2 spp.
- ذوزنقه - 24 spp.
- Trapeliopsis 20 spp.

Xylographaceae Tuck. (1888)
تالوس غوطه‌ور در زیرلایهٔ چوب با بدنه‌های میوه‌ای گرد تا لیرل‌رنگ که رنگ پریده تا سیاه‌رنگ دارند. خانواده برای استفاده پس از تجزیه و تحلیل مولکولی منتشر شده در سال ۲۰۱۵ احیا شدند
- لامبیلا - 12 spp.
- لیتوگرافا - 10 spp.
- Ptychographa - 1 sp.
- Xylographa - 2 spp.

## یادداشت
1. ↑  Cannon & Kirk 2007, p. 17.
2. ↑  Jaklitsch et al. 2016, pp. 138–139.
3. ↑  Cannon & Kirk 2007, p. 20.
4. ↑  Jaklitsch et al. 2016, p. 129.
5. ↑  Cannon & Kirk 2007, pp. 32–33.
6. ↑  Jaklitsch et al. 2016, p. 139.
7. ↑  Cannon & Kirk 2007, p. 167.
8. ↑  Jaklitsch et al. 2016, p. 140.
9. ↑  Cannon & Kirk 2007, pp. 297–298.
10. ↑  Jaklitsch et al. 2016, pp. 144–145.
11. ↑  Jaklitsch et al. 2016, p. 150.